# 小行星7521
小行星7521（英語：7521）是一颗围绕太阳公转的小行星。1990年8月24日，亨利·E·霍爾特在帕洛马山发现了此天体。
这颗小行星的绝对星等为9.79437443581158等。